# ジェームズ・マリタート
ジェームズ・マリタート（James Maritato、1972年3月12日 - ）は、アメリカ合衆国のプロレスラー。ニューヨーク州クイーンズ出身のイタリア系アメリカ人。ナンジオ（Nunzio）、リトル・グイドー（Little Guido）、ジェームズ・ストーン（James Stone）などのリングネームで知られる。
小柄ながらヘビー級選手との試合も多く、ジョバーの役割が多いが、そのキャリアの初期が示すように技巧派レスラーとして活躍。ロイヤルランブルにおいて長時間リングの外に退避し、オーバー・ザ・トップロープによる失格から逃れようとするなど、ずる賢い戦術も得意とする。

## 来歴
高校時代にレスリングとアメリカンフットボールで活動後、ビル・ロビンソンのトレーニングを受けて1991年にプロレスラーとしてデビュー。その後、ロビンソンの縁故で日本のUWFインターナショナルにジェームズ・ストーンとして1995年まで所属。桜庭和志との対戦も実現している。
アメリカに帰国後は、リトル・グイドーのリングネームでECWに所属。自身がイタリア系であることからイタリア出身をギミックとし、フル・ブラッデッド・イタリアンズ（FBI）なるユニットを結成していた。
2001年のECW崩壊後はWWF（現・WWE）に参戦し、2002年にジェイミー・ノーブルの従兄弟という設定のもと、ナンジオのリングネームで登場。なお、ナンジオが登場する前、ノーブルが従兄弟の存在をほのめかした際は「大変な巨漢で、危険な男」などと紹介されていた。ノーブルとのコンビ解散後は、スマックダウンにてチャック・パルンボ、ジョニー・スタンボリと共にFBIを再結成。以降、パルンボがロウに移籍し、スタンボリが解雇される2004年まで、FBIでの活動を続けた。
その後はクルーザー級戦線のシングル・プレイヤーとして活躍し、2005年8月9日にはポール・ロンドンからWWEクルーザー級王座を奪取。また、その際に勝利をアシストしたヴィトーともイタリア系のタッグチーム（FBIは名乗っていないが、FBIの再々結成と位置づけられている）を結成し、メキシクールズと抗争を開始した。10月に入りメキシクールズのフベントゥにクルーザー級王座を奪われたものの、11月15日にイタリアで行われたスマックダウンのハウス・ショーにて奪還。自身のルーツであるイタリアでの戴冠とあって現地の観客から大喝采を浴びた。しかし1週間後の11月22日、イギリス・シェフィールドでの興行にてフベントゥに再び敗退、タイトルから陥落している。
ECWがWWEの第3のブランドとして復活すると、所属選手となってリングネームを旧ECW時代のリトル・グイドーに戻し、トニー・ママルークやビッグ・グイドーと共にFBIを復活させた。2007年春からは再びナンジオの名義で活動していたが、翌2008年8月、WWEを解雇された。WWE解雇後はインディー団体を転戦し、2010年8月にはTNAに登場。2011年にレフェリーとしてWWEと再契約したが、レスラーとしての活動を望み退団。
以後は再度インディー団体を中心に活動し、トニー・ブロードウェイ（Tony Broadway）のリングネームでリング・カ・キングに参戦している。2013年3月2日には、ECWのオマージュ団体であるカナダのHRT（ハードコア・ロードトリップ）に登場。オンタリオ州ロンドンで行われたイベント "HRT Born 2B Wired" にてビッグ・ヴィトーとのコンビでFBIを再編し、ボールズ・マホーニー&ゲーリー・ウルフのピットボールズと対戦した。

## 得意技
シシリアン・スライス（Sicilian Slice）
俯いた相手の首へのレッグドロップ。旧ECW時代から使用している。
シシリアン・ドロップ / キス・オブ・デス（Sicilian Drop / Kiss of Death）
旧ECW時代によく使用していた決め技の1つ。クリスチャンの得意技アンプリティアーとほぼ同形だが、フィニッシュがカッターではなく変形スタナーのように頭から落とすようになっている。チャック・パルンボ&ジョニー・スタンボリの連携技と同名だが、まったく異なる技。
アリーベデルチ（Arrivederci）
コーナーの上にいる状態から相手の腕を捕らえ、スイングDDTの形で旋回しながらマットに叩きつける変形アームブリーカー。
コーナーからのスイング式アームブリーカー。技名はイタリア語で「さようなら」の意味。

## 獲得タイトル
WWE
- WWEクルーザー級王座 : 2回

ECW

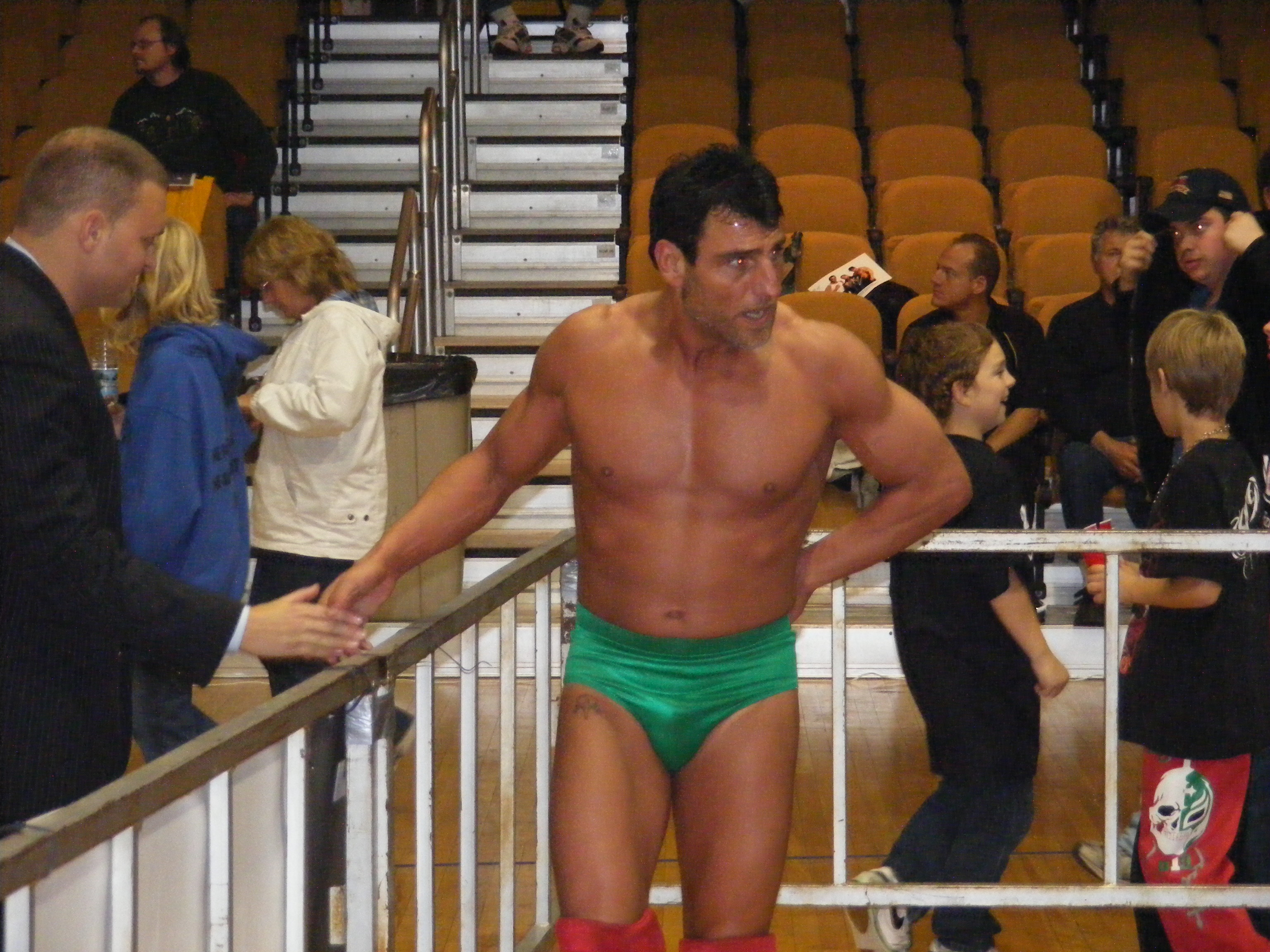
2008年

- ECW世界タッグ王座 : 2回（w / トレイシー・スマザーズ×1、トニー・ママルーク×1）

JAPW
- JAPWタッグ王座 : 1回（w / トレイシー・スマザーズ）

USA Pro Wrestling
- USA Pro US王座 : 1回
- USA Pro タッグ王座 : 1回（w / Kid Kruel）

Chaotic Wrestling
- CWタッグ王座 : 1回（w / Luis Ortiz）